# 小鴨氏
小鴨氏（おがもし）は、平安時代から安土桃山時代にかけて伯耆国東部（東伯耆）で栄えた一族。

## 来歴
「小鴨家系図」によると天智天皇に号を賜った「小鴨主」を祖としており、伯耆国では最も歴史が長い一族である。伯耆国久米郡小鴨郷が一族の出身地とされ、国府の在庁官人を務め、それをもとにして勢力の拡大を行っていた。築城年は不明だが早い時期から岩倉城を居城にしていた。

### 平安時代末期から鎌倉時代
伯耆では以前から紀氏と小鴨氏の東西の二大勢力の間で勢力拡大による抗争が行われていた。これに中央での治承・寿永の乱が絡み寿永元年（1182年）、西伯耆の有力者で源氏方の紀成盛と平氏方の小鴨介基保との間で大規模な合戦が行われた。基保はこれ以前にも治承3年（1179年）2月、伯耆国ツホカミ山の戦いで野津蔵人仲吉と共に東郷家平を討ち取っており、源平合戦（治承・寿永の乱）の影響を受けた内乱は十数年にわたって続いていた。元暦元年（1184年）、平宗盛の求めに応じ基保は出兵するも留守中に紀成盛の軍に伯耆の半分を制されてしまい、平氏滅亡後すぐに帰国して紀成盛の軍勢と戦った。その後、建久3年、基保は源頼朝から教書を下賜され国内での地位を保った。

### 南北朝時代
元弘3年（1331年）、八橋郡船上山で隠岐を脱出した後醍醐天皇と地元の豪族名和長年が倒幕の挙兵を行い、佐々木清高率いる幕府軍と戦った。「小鴨氏系図」によると小鴨氏基はこの時、300騎を率いて参陣したといわれる。一方で名和方は船上山合戦後、小鴨元之のいる小鴨城を攻撃、元之を降伏させた。おそらく一族内で分裂があったものと考えられる。

### 室町時代
室町時代になると守護に山名氏が任じられ国内の国人を支配体制に組み込んでいった。小鴨氏は山名氏と被官関係を結び伯耆衆として中央に知られた。嘉吉元年（1441年）6月に赤松満祐が嘉吉の乱を起こすと守護山名氏の被官であった小鴨氏は山名軍に参加、満祐を討ち取る活躍を見せる。この功に対して山名教之と小鴨之基に恩賞が与えられた。乱後の論功行賞で山名教之には備前国が与えられ、その守護代には小鴨之基が任じられた。応仁の乱が始まると小鴨氏は南条、進氏などと共に山名氏の「分国ノ士卒」として上洛、奮戦した。

### 戦国時代
永正から大永年間にかけて出雲の尼子経久は伯耆山名氏の家中争いに介入、伯耆へ侵攻した。小鴨氏の居城・岩倉城も尼子方によって落城させられ、一族は因幡の武将を頼りに逃れた。一時的に小鴨氏は尼子氏の軍事行動に参加していることが分かっているが、まもなくして毛利氏の下に属した。毛利氏を頼った小鴨氏は永禄年間には尼子勢力の衰退と滅亡により岩倉城の回復に成功した。元亀元年（1570年）2月、小鴨氏の留守中に岩倉城は尼子勝久らの軍勢に急襲され落城するも一報を聞いた湯原元綱、武田高信、南条元続らの手によって取り戻された。

### 安土桃山時代
この頃の小鴨氏当主・小鴨元伴には実子が無かったため羽衣石の南条宗勝の次男・元清が養子に入り、家督を嗣いだ。養子に入った年代は不明ではあるが天正初年前後には南条氏家臣に小鴨姓の者が見える。この頃より両家の関係は他の家臣との主従関係とは違う特殊な関係を築いていたようである。天正7年（1579年）秋、南条氏は福山次郎左衛門茲正（茲正自身は天正4年に殺害された）の仲介により毛利氏より離反、織田氏の下に属した。これに対抗した吉川元春は天正8年（1580年）8月、羽衣石城や小鴨元清の守る岩倉城を攻撃、相次いで合戦を行った。2年後の天正10年（1582年）5月、岩倉城は再度、吉川元長に攻撃され重臣の黒松将監国時、永原玄蕃惟定らが奮戦するも落城、元清らは羽衣石へ逃れた。天正11年から13年にかけて毛利氏との間で難航していた南条方の所領が確定、元清は城と旧領を数年ぶりに回復した。慶長5年（1600年）に関ヶ原の戦いが起きると西軍に属した南条方は敗北、徳川方によって改易され所領を没収された。これにより南条氏と行動を共にしていた小鴨氏も没落、一族は他国へ逃れ、平安時代から長きにわたって続いた小鴨氏は滅亡した。